# 奥斯吉尔·奥斯吉尔松
奥斯吉尔·奥斯吉尔松（冰島語發音：[ˈausceir̥ ˈausceir̥sɔn]；1894年5月13日—1972年9月15日），冰岛政治家，曾任冰岛总理和冰岛总统。
1915年在冰島大學畢業。1931年任財政部長。
| 前任： 特里格维·索哈吕松 | 冰岛总理 1932年-1934年 | 繼任： 赫尔曼·约纳松       |
| 前任： 斯温·布扬松     | 冰岛总统 1952年-1968年 | 繼任： 克里斯蒂安·埃尔亚恩 |